# Umbrete
Umbrete è un comune spagnolo di 5 038 abitanti situato nella comunità autonoma dell'Andalusia.